# 髙谷将弘
髙谷 将弘（たかや まさひろ、1986年10月26日 - ）は、神奈川県出身の元陸上競技選手。

## 経歴
小・中学校ではサッカーチームに入り、サッカーをプレー。中学時にサッカー部で市の中学校駅伝大会に出場したのがきっかけで陸上を始める。神奈川県立相模田名高等学校、国士舘大学を経て、JR東日本に入社。八王子支社のランニングチームに加入。大学時代には第83回東京箱根間往復大学駅伝競走に4区で、第85回東京箱根間往復大学駅伝競走に3区で出場。JR東日本に入社後も多くの全国大会に出場。
2018年3月31日を以って退部し、競技から引退。引退後はJR東日本に残り、社業に専念している。